# Noé Roth
Noé Roth (27 december 2000) is een Zwitserse freestyleskiër. Hij vertegenwoordigde zijn vaderland op de Olympische Winterspelen 2018 in Pyeongchang.

## Carrière
Bij zijn wereldbekerdebuut, in februari 2017 in Minsk, scoorde Roth direct wereldbekerpunten. Op de wereldkampioenschappen freestyleskiën 2017 in de Spaanse Sierra Nevada eindigde hij als achttiende op het onderdeel aerials. Tijdens de Olympische Winterspelen van 2018 in Pyeongchang eindigde de Zwitser als zestiende op het onderdeel aerials.
In Park City nam Roth deel aan de wereldkampioenschappen freestyleskiën 2019. Op dit toernooi veroverde hij de bronzen medaille op het onderdeel aerials, in de aerials landenwedstrijd behaalde hij samen met Carol Bouvard en Nicolas Gygax de wereldtitel. In februari 2019 stond hij in Moskou voor de eerste maal in zijn carrière op het podium van een wereldbekerwedstrijd. Op 8 maart 2020 boekte de Zwitser in Krasnojarsk zijn eerste wereldbekerzege.

## Resultaten

### Olympische Spelen
| Jaar | Plaats      | Resultaten  |
| ---- | ----------- | ----------- |
| 2018 | Pyeongchang | 16e Aerials |

### Wereldkampioenschappen
| Jaar | Plaats        | Resultaten             |
| ---- | ------------- | ---------------------- |
| 2017 | Sierra Nevada | 18e Aerials            |
| 2019 | Park City     | Aerials · Aerials team |

### Wereldbeker
Eindklasseringen
| Seizoen   | Algm | AE   |
| --------- | ---- | ---- |
| 2016/2017 | 217e | 36e  |
| 2017/2018 | 152e | 28e  |
| 2018/2019 | 25e  | 6e   |
| 2019/2020 | 8e   | Goud |

Wereldbekerzeges
| Datum           | Plaats      | Onderdeel |
| --------------- | ----------- | --------- |
| 8 maart 2020    | Krasnojarsk | Aerials   |
| 6 februari 2021 | Deer Valley | Aerials   |